# LaDazhia Williams
LaDazhia Williams (Bradenton, 13 settembre 1998) è una cestista statunitense, professionista in Europa.

## Carriera
È stata selezionata dalle Indiana Fever al secondo giro del Draft WNBA 2023 (17ª scelta assoluta).

## Palmarès
- Campionessa NCAA (2023)